# Vila Franca de Lampaças
Vila Franca de Lampaças é uma povoação da freguesia de Sendas, no Município de Bragança, Portugal. Foi, entre 1286 e o início do século XIX, vila e sede de freguesia e de concelho. Este tinha, em 1801, apenas 177 habitantes.
Recebeu foral do rei D. Dinis, em 9 de dezembro de 1286.
Nela existe o Pelourinho de Vila Franca de Lampaças classificado como Imóvel de Interesse Público.